# APL
Az APL (A Programming Language, néha Array Processing Language) magas szintű interaktív programnyelv, olyan szintaxissal és karakterkészlettel, amely matematikai problémamegoldásra előnyös. Főbb alkalmazási területe a matematikai algoritmusok és a statisztika.
Az APL nyelv nem hasonlít semmilyen más programnyelvhez. Ez egyértelművé válik, amikor először ránézünk egy programra. Sokkal inkább hasonlít algebrai formulák sokaságára. A beépített formulákkal egyszerű kifejezésként írhatunk le bonyolultabb mátrix műveleteket, rekurzív kifejezéseket. Ennek eredménye egy nagyon tömör programkód, összehasonlítva más nyelvek lehetőségeivel.
Kenneth E. Iverson az ötvenes évek végén – amikor a Harvardon volt professzor – fejlesztett ki egy matematikai leírást, amely matematikai állapotok leírására és a tanítás megkönnyítésére volt hivatott. Ezt később (a 60-as évek elején, amikor Kenneth az IBM-hez csatlakozott) egy programnyelv megalkotására használták. Így született meg az APL. Ebből pedig később a J, ami már ASCII karaktereket használt.